# Дніпренко Наталія Костянтинівна
Наталія Костянтинівна Дніпренко (нар. 6 травня 1963, Київ) — українська актриса, режисер, педагог. Кандидат наук, доцент кафедри режисури телебачення Київського національного університету театру, кіно і телебачення імені Івана Карпенка-Карого, професор Українського Інституту підвищення кваліфікації працівників телебачення, радіо та преси. Сестра української телережисерки та педагога Ірини Дніпренко. Дочка Ренати Король.

## Життєпис

### Освіта
У 1984 році закінчила Київський державний інститут театрального мистецтва імені Івана Карпенка-Карого за фахом «Актриса драми і кіно». Працювала в Театрі кіноактора Київської кіностудії художніх фільмів імені Олександра Довженка, грала ролі у виставах театру «Случай из газетной практики», «Тевьє-молочник», «Кіт у чоботях». Знімалася у фільмах: «Забор с голубым глазом» (Укртелефільм, 1978), «Чумацкие радости» (Укртелефільм, 1979), «Грачи» (1982), «Ускорение» (1983), «Обвиняется свадьба» (1986), «Соло на флейте» (Укртелефільм, 1986) та інших.
У 1991 року закінчила Київський державний інститут театрального мистецтва імені Івана Карпенка-Карого за фахом «Режисура кіно та телебачення».
У 2005 року захистила кандидатську дисертацію з питань комунікацій.

### Режисерська діяльність
З 1989 року працювала режисером ТВО «Громада» Національної телекомпанії України.
У 1992 році разом з іншими режисерами створила авторське об'єднання ДЮК (Дніпренко Н., Ющенко О. та Калантарова Н.), яке займалося експериментами в галузі нових форм режисури та ведення.
У 1995–1997 роках очолювала відділ жіночих та сімейних програм на Першому Національному.
У 1996 році як режисер та ведуча випустила близько 100 ток-шоу «Наше коло».
У 1997 році була режисером 70 випусків передачі «З життя справжніх чоловіків» із популярною авторською рубрикою «Білий танець».
1997 року — режисер 200 випусків авторської програми «Соціум» Хіт радіо 104 FM.
1998 року — програмний директор Хіт радіо 104 FM. Режисер та ведуча радіо ток-шоу «Я молодий» Хіт радіо 104 FM.

### На державній службі
У 2000–2003 роках працювала прес-секретарем заступника голови Верховної Ради.
У 2003–2011 роках організувала та очолювала Департамент комунікацій в Кабінеті Міністрів України.
Неодноразово стажувалася з питань комунікацій в європейських, американських та інших компаніях: на «ВВС News TV (Брюссельське відділення, Бельгія), СВС (Торонто, Канада), BBC Radio Program Every woman (Лондон, Велика Британія), Scotland woman (Единбург, Шотландія) та інших.
Наталія Дніпренко є автором нового міждисциплінарного методу «Позицій та позиціонування», який більше 20 років викладається в її режисерській майстерні.
Директор громадської організації «Нові медіа».                                                                                               

### Викладацька діяльність
З 1993 року викладає акторську майстерність та режисуру. З 1995 року є художнім керівником режисерської майстерні Київського національного університету театру, кіно і телебачення імені Івана Карпенка-Карого, випустила 4 покоління випускників, які працюють режисерами на багатьох українських каналах.
З 1997 року викладає майстерність телевізійних ведучих, режисуру та режисуру монтажу в Українському інституті підвищення кваліфікації працівників телебачення, радіомовлення та преси, де упродовж 2002–2005 років була проректором.
Режисерські технології трансформує в соціальні.

### Організація фестивалів
Голова організаційного комітету Міжнародного арт-фестивалю пластичного мистецтва «Без зайвих слів».
Організовує та проводить щорічний фестиваль «Берег надії» з прямою трансляцією на Першому загальнонаціональному телеканалі.

## Сім'я
Сестра — телережисер (зокрема, культової української телепередачі «Катрусин кінозал») та педагог Ірина Дніпренко.